# AltiGator
AltiGator est un fabricant de drones multirotor, fondé en 2008 et dont le siège social est situé à Waterloo, dans le Brabant wallon en Belgique. La société produit des solutions complètes consistant en drones prêts-à-voler (RTF en anglais) pour de nombreuses applications professionnelles. L'entreprise dispose également d'un e-shop proposant des pièces détachées, des kits à monter soi-même ainsi que divers accessoires pour les drones.

## Histoire de la société
La société a été fondée en 2008 par des passionnés de multi-rotors ayant plus de 15 ans d’expérience dans la construction et le pilotage d’aéronefs radiocommandés.

## Activité
AltiGator possède sa propre marque, OnyxStar qui consiste en des châssis pour drones ainsi que des nacelles pour appareils photos ou tout autre instrument de mesure nécessitant d'être emporté dans les airs. Ces drones sont équipés de l'électronique MikroKopter puisque les deux entreprises collaborent étroitement à travers un partenariat de longue-durée.
AltiGator fabrique des drones homologués par la DGAC (Direction générale de l'aviation civile) employés par de nombreux opérateurs de drones en France comme listé sur le site internet de la DGAC. Ainsi, l'entreprise est également listée comme un fabricant de drones certifié et reconnu sur le site internet du ministère de l'Écologie, du Développement durable et de l'Énergie puisque ce ministère est chargé de toutes les thématiques concernant l'aviation et les transports de façon plus générale.

## Modèles

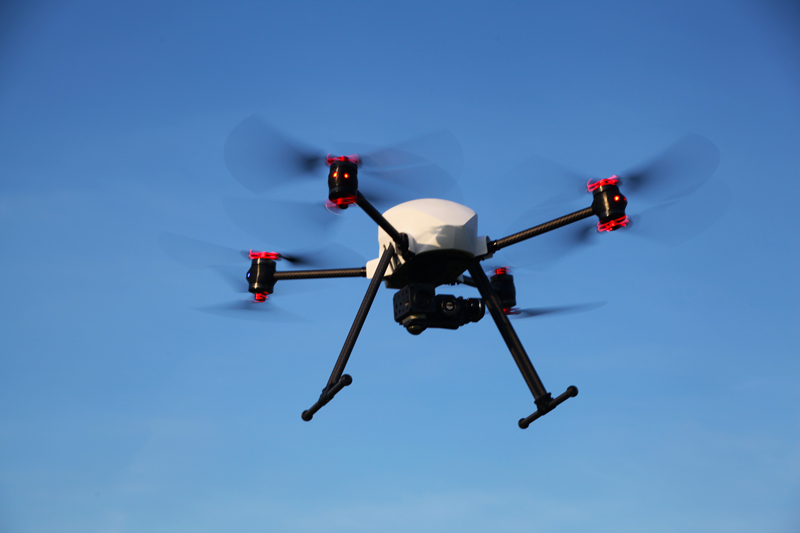
L'OnyxStar XENA-8F coaxial et pliable
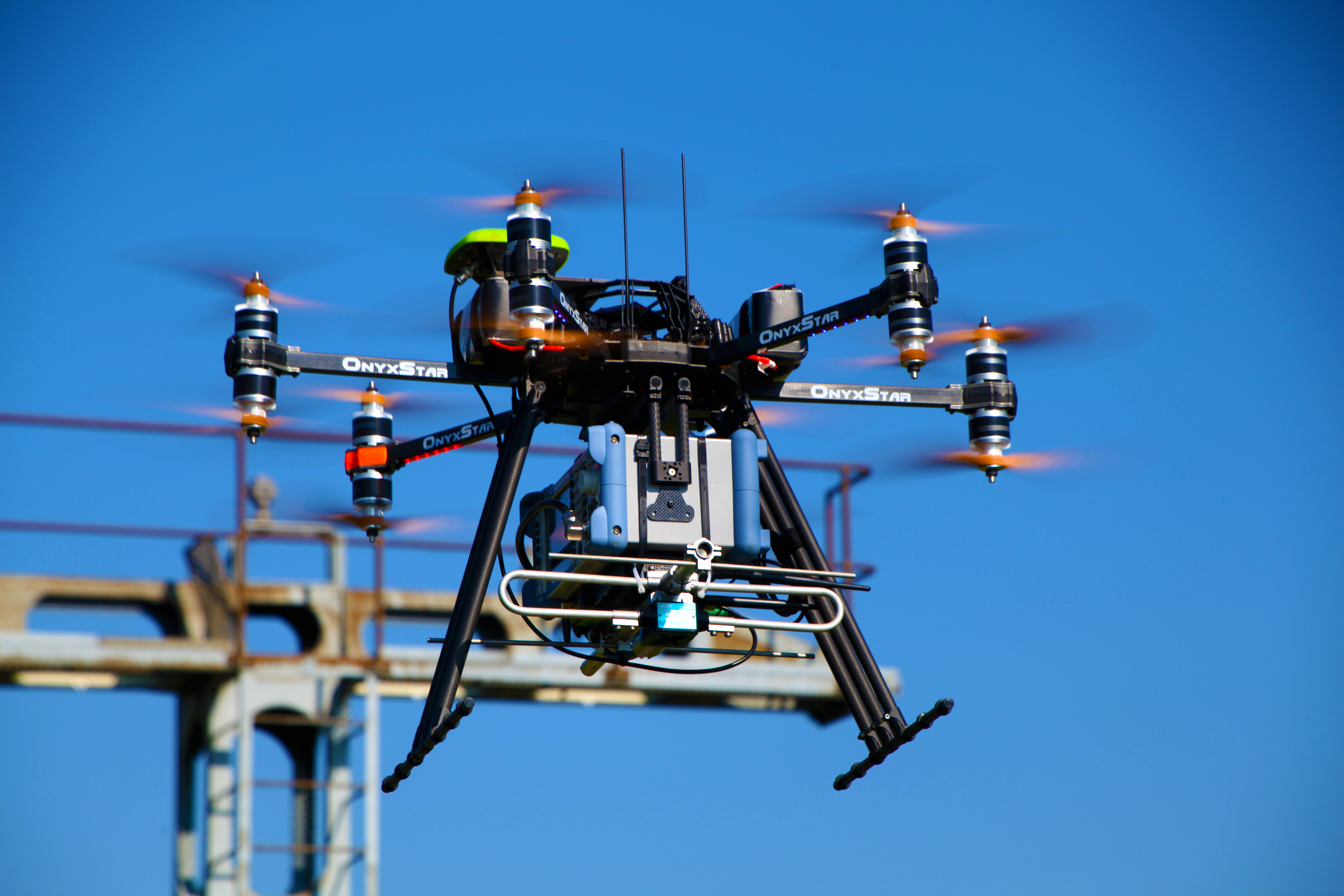
L'OnyxStar HYDRA-12 emportant 12 kg de matériel de mesures
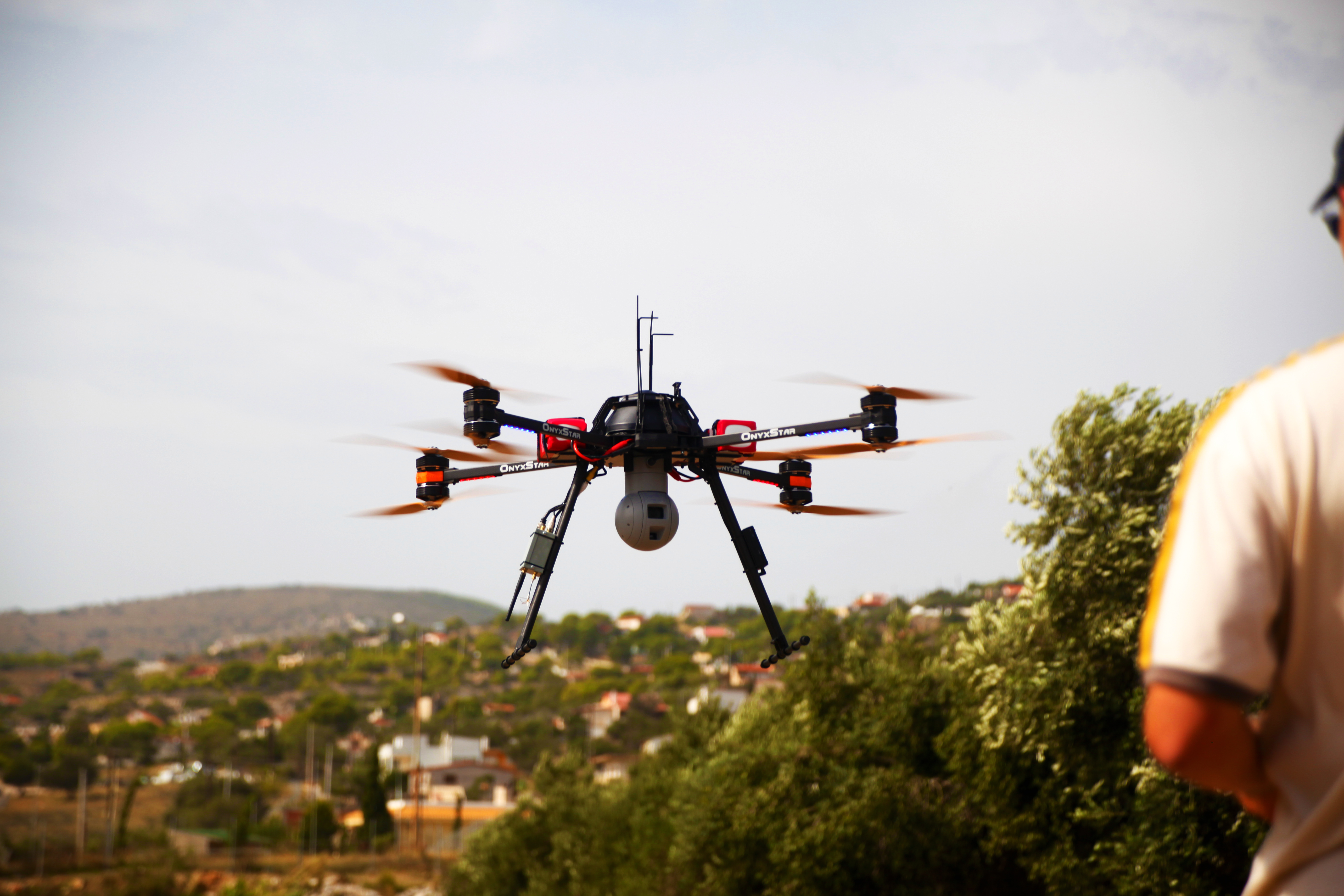
L'OnyxStar FOX-C8 XT Observer d'AltiGator équipé avec la caméra HD et Infrarouge est en approche pour atterrir

| Caractéristiques                           | Unités | ALG-EOS                    | ALG-750                | ALG-1000               | XENA-8F                 | FOX-C8          | FOX-C8 HD              | FOX-C8 XT              | HYDRA-12                    |
| ------------------------------------------ | ------ | -------------------------- | ---------------------- | ---------------------- | ----------------------- | --------------- | ---------------------- | ---------------------- | --------------------------- |
| Diagonale                                  | mm     | 500                        | 610                    | 720                    | 720                     | 920             | 940                    | 1200                   | 980                         |
| Hauteur                                    | mm     | 250                        | 250                    | 390                    | 400                     | 370             | 500                    | 550                    | 560                         |
| Electronique                               | -      | MikroKopter et Pixhawk     | MikroKopter            | MikroKopter et Pixhawk | MikroKopter et Pixhawk  | MikroKopter     | MikroKopter et Pixhawk | MikroKopter et Pixhawk | MikroKopter                 |
| Moteurs                                    | nombre | 4                          | 4                      | 6                      | 8                       | 8               | 8                      | 8                      | 12                          |
| Charge utile effective (capteur + nacelle) | kg     | —                          | 0.75                   | 2                      | 2.5                     | 2.5             | 5                      | 6                      | 12                          |
| Poids maximum au décollage (MTOW)          | kg     | 1.1                        | 1.6                    | 4.5                    | 6                       | 8               | 12                     | 14                     | 23                          |
| Endurance                                  | min    | 20                         | —                      | —                      | 37                      | 20              | 37                     | 44                     | 30                          |
| Caractéristique                            | -      | Pour formation au pilotage | Réactif                | Léger                  | Pliable                 | Compact         | Polyvalent             | Meilleur temps de vol  | Meilleure capacité d'emport |
| Usage le plus courant                      | -      | Apprentissage              | Recherche et sauvetage | Imagerie thermique     | Inspection industrielle | Photogrammétrie | LIDAR                  | Surveillance           | Spectrographie              |